# Folkestrejken (1944)
Folkestrejken i København i 1944 var betegnelsen for den folkestrejke og belejring af København, der fandt sted i sommeren 1944.

## Optakt
Opildnet af de Allieredes landgang i Normandiet 6. juni 1944 udførte modstandsgruppen BOPA d. 22. juni en dristig aktion mod Riffelsyndikatet, hvor de ødelagde bygninger og erobrede betydelige mængder våben. Tyskerne var ikke sene til at svare igen: otte modstandsfolk blev henrettet, og Studentergården, Borgernes hus, Den Kongelige Porcelænsfabrik samt d. 25. juni Tivoli blev schalburgteret. Samme dag indførtes en streng spærretid gældende fra 20 aften til 5 morgen. Samtidig var det varmt sommervejr, men dette kunne københavnerne nu ikke nyde om aftenen. Arbejderne på B&W meddelte så, at hvis de ikke kunne få lov at passe deres kolonihaver om aftenen, måtte de gøre det om dagen, da de ikke kunne undvære de grøntsager, de dyrkede, og derfor gik de alle hjem kl. 14.
Det lumre vejr fik næste dag københavnerne til at nægte at blive inden døre, og der kom flere og flere på gaden og stillede sig i grupper. Tyskerne svarede igen ved at sende patruljevogne ud i gaderne for at få folk inden døre igen. Da en patruljevogn ved 20-tiden kom til Istedgade, blev den mødt med buh-råb og piben, og tyskerne reagerede ved at affyre en række skræmmeskud. Dette fik folk til at begynde at bygge barrikader og tænde bål i gaderne. Tyskerne sendte så nogle timer senere en militærbil til krydset Enghavevej-Vesterbrogade-Kingosgade, hvorfra en deling politisoldater steg ud og i en kæde rykkede frem, mens de affyrede en række skud. En ung mand blev dræbt og flere andre såret. Rundt om i byen gentog dette scenarie sig, bl.a. på Nørrebro og Bispebjerg, med flere dræbte og sårede.
I dagene derefter fulgte arbejderne på andre arbejdspladser B&Ws eksempel og holdt tidligt fri. Dette gjorde tyskerne ængstelige, da det kunne gå ud over produktionen, og man begrænsede derfor spærretiden til kun at gælde kl. 23-5. Dette stoppede dog ikke uroen, og 29. juni var der strejker rundt om i byen, og folk begyndte om aftenen at stoppe sporvognene. 30. juni blev det om morgenen officielt meddelt, at Hvidstengruppen var blevet henrettet dagen forinden. Københavnernes reaktion blev voldsom, og der indtrådte en reel generalstrejke.

## Selve strejken

### Fredag 30. juni
Sporvogne og S-tog holdt op med at køre samme dag. Telefoncentralerne, butikker og kontorer lukkede. Kun forsyningerne af el, vand og gas blev opretholdt, ligesom hospitalerne fortsat fungerede.
Werner Best og andre tyske ledere havde dog fået nok og mente, at de københavnske ledere skulle tugtes. Straffeaktionen Operation Monsun blev indledt, og tyske tropper fra hele Danmark blev dirigeret mod København for at deltage. Om aftenen blev de offentlige værker besat, og der blev lukket for el, vand og gastrykket blev sænket, således at madlavning var umulig.

### Lørdag 1. juli
Den 1. juli blev byen erklæret i militær undtagelsestilstand, afskåret fra omverdenen, spærretiden blev strammet, og det blev meddelt, at militæret ville skyde på opløb og personer, som ikke straks legitimerede sig under spærretiden. Strømmen af 'flygtninge' ud af København, der var startet om fredagen d. 30. juni, blev således også stoppet.
Danmarks Frihedsråd udsendte samme dag en opfordring til københavnerne om at holde ud og fortsætte strejken.
Der begynder at opstå sympatistrejker andre steder i landet, og Hitler blander sig personligt i konflikten og retter en kritik af den tyske områdeleder. Dette er nok årsagerne til at forhandlinger optages med de københavnske politikere, der fremstiller krav om at forsyningsværkerne genåbnes. Dog fremsættes der ikke noget krav vedrørende Schalburgkorpset eller spærretider.
Der opnås om aftenen enighed om at politikerne skal opfordre folk til at genoptage arbejdet, dog med den betingelse at opråbet om genoptagelse af arbejdet ikke må nævne at grundlaget for strejken var et vredesudbrud rettet mod tyskerne.
Tyskerne indvilgede i at forsyningsværkerne ville blive genåbnet søndag aften.

I løbet af fredag og lørdag dræbes 51 danskere og flere end 300 såres.

### Søndag 2. juli
Værnemagten slår oprøret i gaden ned og i løbet af eftermiddagen sættes der plakater op med opråb om at genoptage arbejdet.
Københavnerne er imidlertid ikke i humør til at gå tilbage til arbejdet, og mange af plakaterne rives ned. Højtalervogne, der er udkommanderet for at oplæse opråbet, angribes af stenkastende københavnere.
Frihedsrådet melder deres tilstedeværelse og opfordrer folk til at ignorere opråbet og i stedet opretholde strejken.
Tyske tropper og danske støtter beskyder i løbet af dagen alle større forsamlinger af mennesker. Dem de skyder på er alle lige fra stenkastere til folk, der står i kø for at få brød.
Tyskerne holder deres løfte og om aftenen genåbnes forsyningsværkerne, og appellen om at genoptage arbejdet oplæses i Pressens Radioavis.
Søndag d. 2. juli dræbes 9 danskere og 44 såres.

### Mandag 3. juli
Københavnerne ignorerer politikernes appel og mange bliver hjemme fra arbejde.
Werner Best indser, at han må give københavnerne mere for at få dem tilbage til arbejdet. Best proklamerer, at Schalburgkorpset vil blive taget væk fra gaderne samt at ophæve spærretiderne. Dette fik Frihedsrådet til at afblæse strejkerne og proklamere, at sejren var vundet. Igennem radioen opfordrede ledende politikere folk til at genoptage arbejdet.

### Tirsdag og onsdag 4.-5. juli
I løbet af tirsdagen kom arbejdet i gang de fleste steder, og de offentlige transportmidler begyndte at fungere igen. Den 5. juli holdt de sidste strejker op.

## Efterspil og betydning
Strejken gav Frihedsrådet vished om hvor stor folkelig indflydelse de havde, da folket valgte at følge deres opfordringer frem for de siddende danske politikere. Frihedsrådet blev altså stadfæstet som en stor magtfaktor i det danske samfund for fremtiden.
Den 12. juli proklamerede Frihedsrådet to minutters stilhed til minde om dem, der mistede livet under strejken, og rundt om i byen blev der lagt kranse og buketter på de steder, hvor der var blevet dræbt folk.